# Жовтий осот
Жовтий осот (Sonchus) — рід трав'янистих рослин родини айстрові (Asteraceae), поширений у Європі, Азії, Австралії, Африці.

## Назва
Наукова назва походить від грецького слова somos — пухкий, м'який, трубчастий (за будовою стебла).
Назва роду, ймовірно, виникла в античному класичному періоді, вона використовувалася ще в часи Теофраста й Плінія (насправді слово було дещо іншим: sogchos).

## Опис
Трави однорічні, дворічні чи багаторічні. Деякі рослини іноді деревні при основі. Стебла прямі, не або злегка розгалужені під суцвіттям, з листям. Листки від пір'ястих до неподілених. Комплексне суцвіття складається з кількох квіткових голів, які містять, зазвичай, 70–300 квіток. Квіточки жовті. Сім'янки коричнюваті, від яйцеподібних до еліпсоїдних, стиснуті, звужені до обох кінців, ребристі, гладкі або поперечно зморщені. Папус білий.

## Поширення
Злісний і найпоширеніший бур'ян. Зростає на полях, городах, у садках, по уздоріжжях, вибалках, ярах, на узліссях.
Представники роду поширені в Африці, Азії, Австралії, Європі, на тихоокеанських островах (Нова Зеландія), деякі види розповсюджені по всьому світі. 

## Види
За даними спільного енциклопедичного інтернет-проєкту із систематики сучасних рослин Королівських ботанічних садів у К'ю і Міссурійського ботанічного саду «The Plant List» рід містить 131 прийнятий вид (докладніше див. список видів роду жовтий осот).

### В Україні
В Україні (по всій, або майже по всій території) зростають: 
- S. asper — Жовтий осот шорсткий
- S. oleraceus — Жовтий осот городній
- S. arvensis — Жовтий осот польовий
- S. palustris — Жовтий осот болотний[1].

## Використання

### У харчуванні
Молоде листя й стебла осоту, доки вони ще крихкі й ніжні, їстівні для людини як листовий овоч: для салатів, овочевого пюре та як присмак для юшок, рису, плову, м'ясних солянок. Старі листи й стебла можуть бути гіркими, але молоді листки мають смак, схожий на салат. Листя має 30-35 хв помокнути в солоній воді, щоб пом'якшився гіркуватий присмак. Очищені від шкірки та розтерті молоді стебла осоту — відомі ласощі для дітей і дорослих. Відварені в солоній воді молоді стебла та пагони готують як цвітну капусту або спаржу — з сухарями в олії.
Посівні рослини використовуються як корм, особливо для кролів.

## Галерея

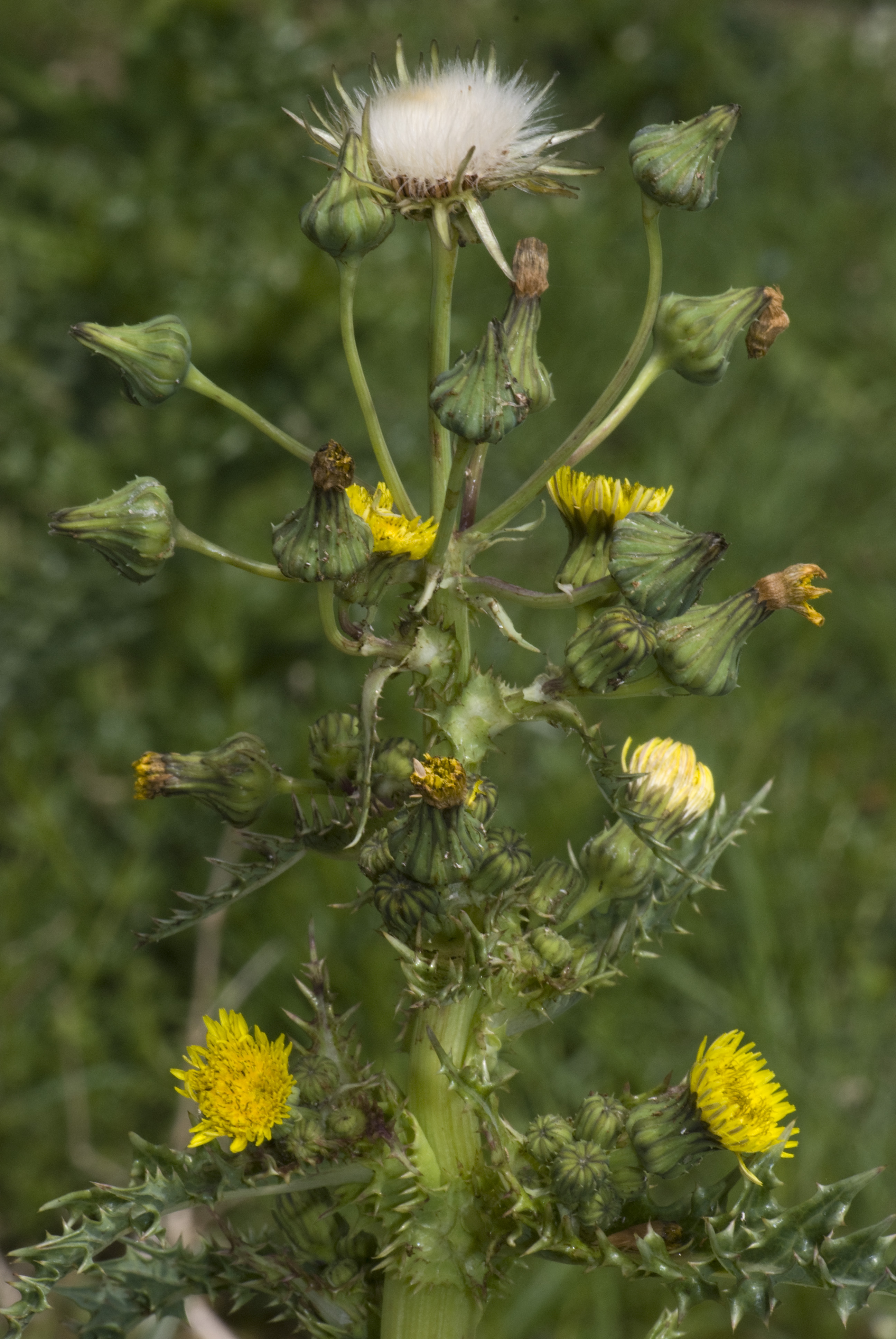
Жовтий осот шорсткий
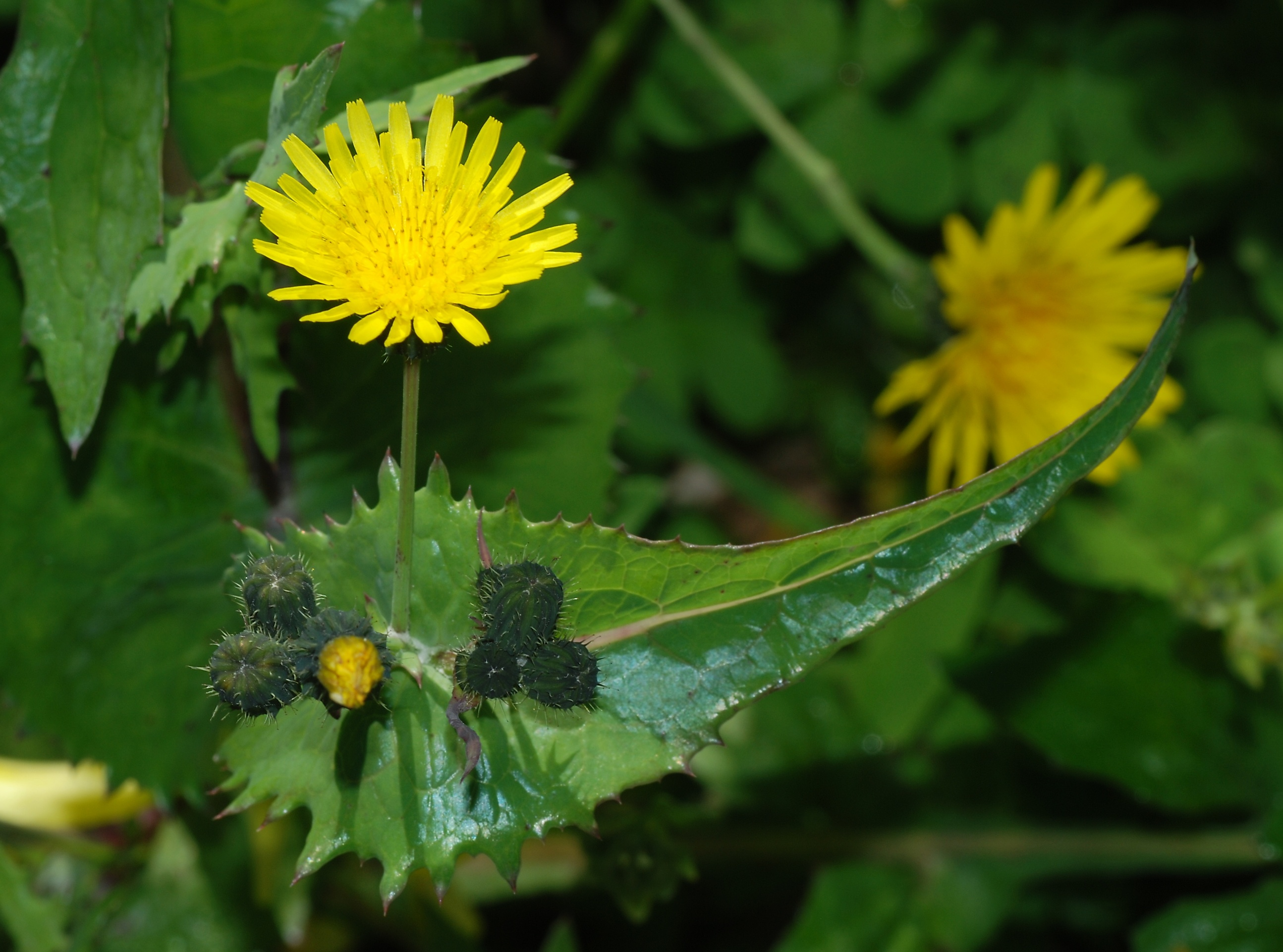
Жовтий осот городній
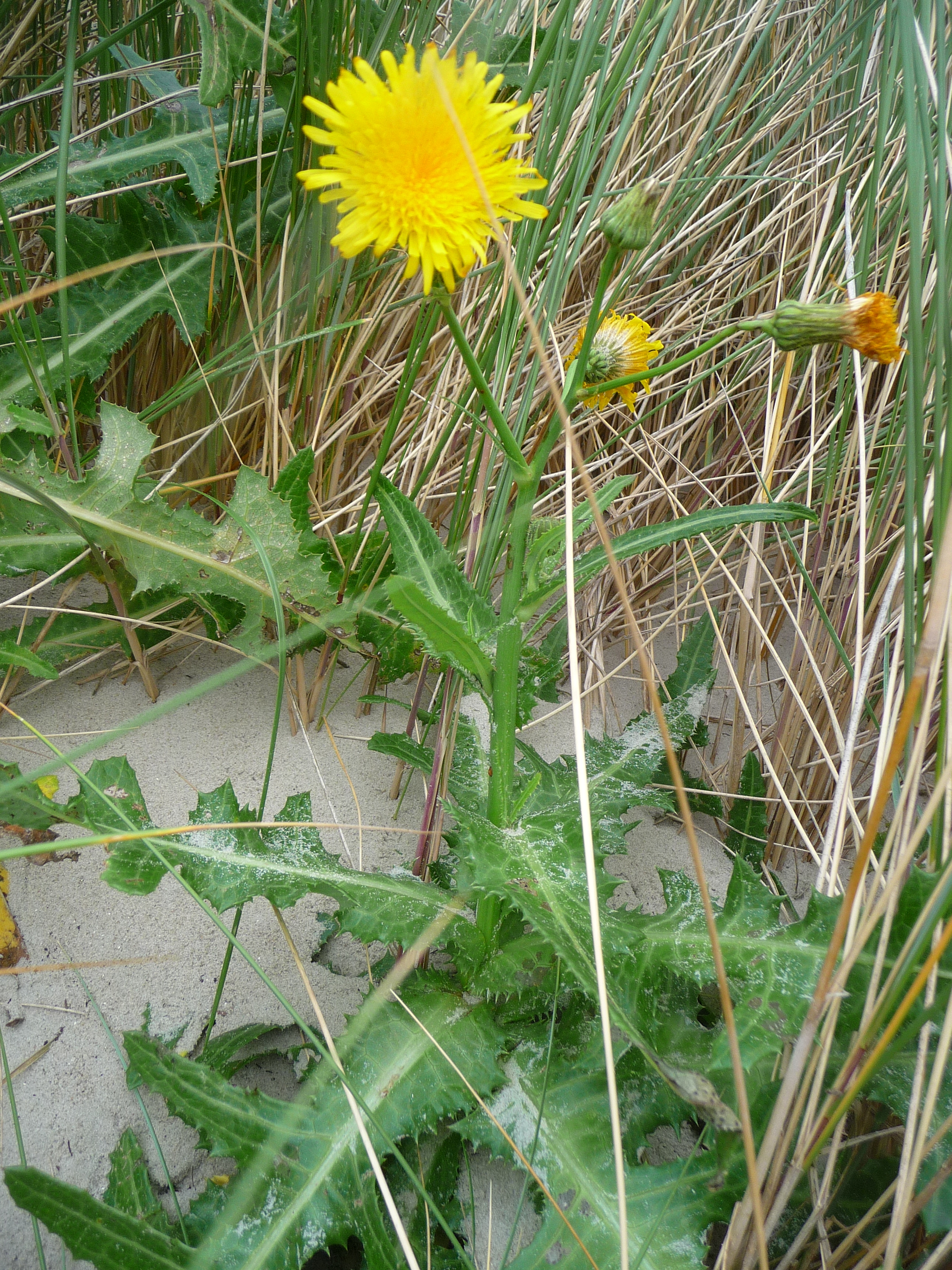
Жовтий осот польовий
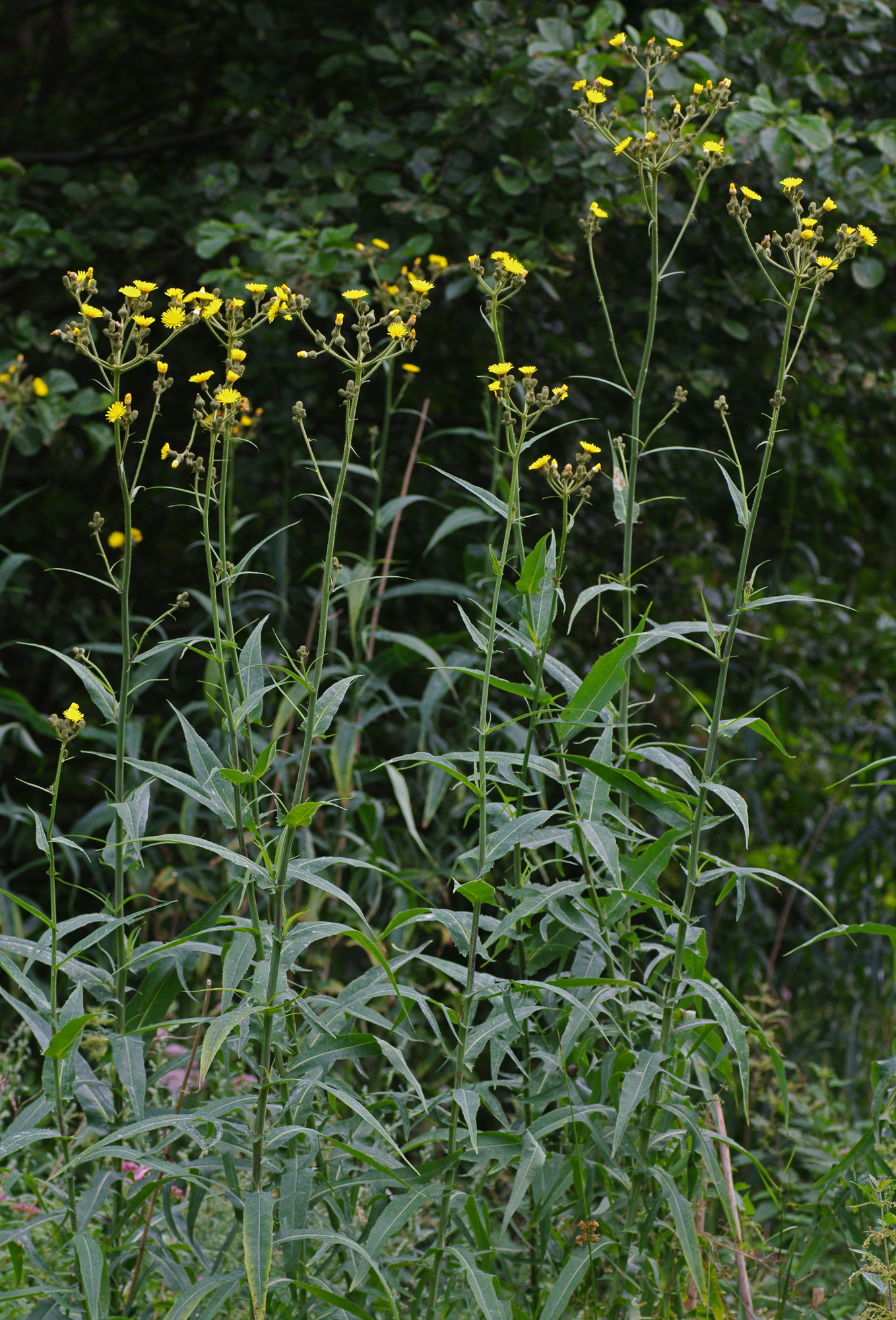
Жовтий осот болотний